# Симуляційна відеогра

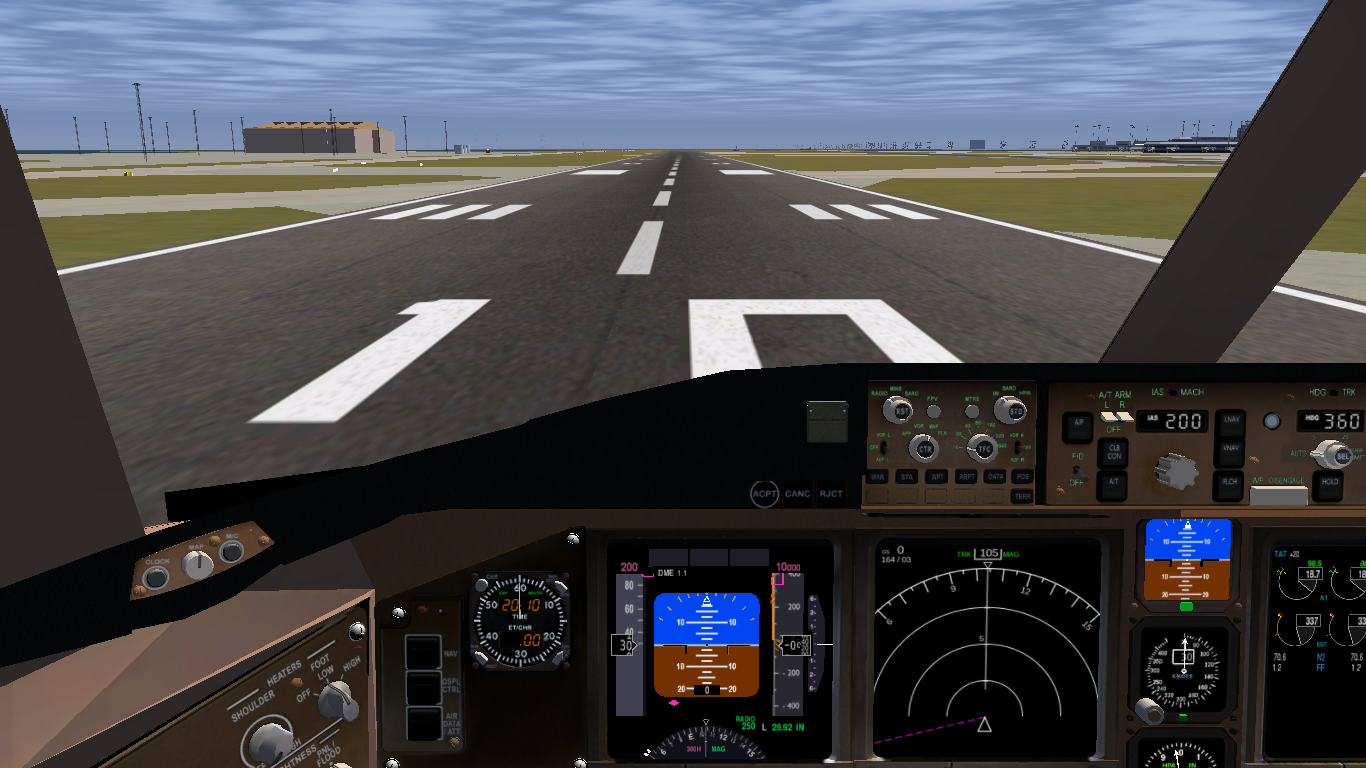
Кадр із гри FlightGear, симулятора польоту.

Симуляційна відеогра, або симулятор (англ. simulation video game) — це жанр відеоігор, характерною особливістю якого є якомога точніше відтворення фізичних законів реального світу, властивостей реальних предметів, процесів та подій.

## Історія

### Зародження: 1947—1958
Історія симуляторів починається водночас з історією відеоігор. У 1947 році було створено електронну гру на базі електронно-променевої трубки — Cathode Ray Tube Amusement Device. Однак сам апарат не мав цифрового процесора для обробки інформації, а використовував аналогові ланцюги для управління електронно-променевою трубкою і формування зображення на екрані. За виглядом він нагадував радар часів Другої світової війни, а для прицілювання використовувалися екранні накладання.
З часом почалася розробка симуляторів шахів, переважно у 1950-х роках. Спортивні симулятори зростали в кількості. У 1958 році було випущено Tennis for Two.

### Пік популярності: 1958—1972

#### Spacewar!
У 1962 році було випущено космічний симулятор Spacewar!. Його основний ігровий процес має два збройних космічних корабля, які намагаються стріляти один в одного, маневруючи в невагомості між зірок. Кораблі обстрілювали ракетами, які рухалися під дією сили тяжіння. У кожного корабля була обмежена кількість ракет і обмежений запас палива. Функція гіперпростору могла бути використана як останній засіб обходу ворожих ракет, але поява гіперпростору відбувалася у випадковому місці й була ймовірність того, що корабель вибухне при використанні.
Гравець може контролювати обертання за годинниковою стрілкою і проти годинникової стрілки, тягу, стрілянину і гіперпростір. Спочатку гра контролювалася за допомогою перемикачів на передній панелі (по чотири для кожного гравця), але з часом стало ясно, що вони дуже швидко зношуються при звичайній грі. Більшість гравців стало використовувати призначені для користувача провідні блоки управління.

#### Симулятори 1970
| Назва      | Опис                        | Програміст(и)   | Дата    |
| ---------- | --------------------------- | --------------- | ------- |
| 1queen.gam | Симулятор шахів             | Невідомий       | 9/2/70  |
| apawam.gam | Симулятор гольфу            | Невідомий       | 9/2/70  |
| bridge.gam | Симулятор мостобудування    | Невідомий       | 9/21/70 |
| ftball.gam | Симулятор футболу           | Джон Дж. Кемені | 9/21/70 |
| hangmn.gam | Симулятор катування         | Невідомий       | 9/21/70 |
| qubic.gam  | Симулятор хрестиків-нуликів | Невідомий       | 9/21/70 |
| roulet.gam | Симулятор рулетки           | Невідомий       | 9/2/70  |
| war.gam    | Симулятор війни             | Невідомий       | 9/21/70 |

#### Pong
У 1972 вийшла відеогра для аркадних ігрових автоматів — Pong, яка була розроблена японською компанією Taito Corporation і випущена компанією Atari. Pong швидко став популярним, і став першим комерційно успішним аркадним ігровим автоматом, який стояв біля витоків ігрової індустрії разом з першою гральною консоллю Magnavox Odyssey. Незабаром після його виходу, кілька компаній почали виробляти ігри, які копіювали Pong, але в підсумку випустили нові типи ігор. В результаті, Atari закликав своїх співробітників виробляти більше інноваційних ігор. Компанія випустила кілька сиквелів, які були побудовані на геймплеї оригіналу, додаючи нові функції. Під час різдвяного сезону 1975 року, Atari випустила консольну версію Pong, реалізуючи її виключно через роздрібні магазини Sears. Це також мало комерційний успіх і призвело до появи численних копій. Гра була перероблена на численних гральних консолях та портативних платформах. Pong пародіювався в декількох телевізійних шоу і відеоіграх, і був частиною культурних виставок.

### Розвиток: 1972—2000
У 1974 Atari випустила Gran Trak 10 — перший автосимулятор. У 1981 році було випущено President Elect — перший офіційний політичний симулятор. Bullfrog Productions випустила гру Populous, яка стала одним з перших вдалих симуляторів бога. Вес Черрі створив гру «Косинка» — реалізацію пасьянсу «Косинка», а Роберт Доннер написав Minesweeper, які постачаються з кожною версією Microsoft Windows, починаючи з третьої.
У 1994 році було випущено The Need for Speed — симулятор автоперегонів.
Оригінал The Need for Speed був випущений для 3DO в 1994 році, незабаром після цього були наступні версії для PC-DOS (1995), PlayStation і Sega Saturn (1996). Спеціальне видання The Need for Speed було випущено тільки для системи DOS. У наступних версіях на ПК тільки для Windows.
Перший випуск в серії був однією з усього лише двох серйозних спроб, щоб забезпечити реалістичну модель керованості автомобіля і фізики без аркадних елементів (другий Porsche Unleashed). Electronic Arts спільно з автомобільним журналом Road & Track домоглися в грі відповідності з поведінкою реального автомобіля, в тому числі відтворення звуку важеля управління коробкою передач. Гра також містить точні дані про транспортний засіб з усними коментарями, як «стилістика журналу» із зображенням інтер'єру та екстер'єру кожного автомобіля, включаючи навіть короткі відеоролики, покладені на музику.
Більшість автомобілів і трас доступні на початку гри, і мета полягає в тому, щоб розблокувати решту, вигравши всі турніри. Перша версія є погонею з поліцейськими автомобілями, які залишаються популярною темою протягом всієї серії — так звані Hot Pursuit видання (Need for Speed III: Hot Pursuit, Need for Speed: High Stakes, Need for Speed: Hot Pursuit 2, Need for Speed: Most Wanted, Need for Speed: Carbon, Need for Speed: Undercover, Need for Speed: Hot Pursuit (2010)) і продаються краще на ринку, ніж проміжні версії. У початковій версії також фігурує неприємний суперник, який насміхався над гравцем, якщо комп'ютер вигравав гонку або гравець був заарештований (якщо гравець попереджений кілька разів).
Інша версія гри, розроблена в 1995 році, яка отримала назву The Need for Speed: Special Edition, була випущена в 1996 році тільки для CD-ROM на ПК з рекомендованою підтримкою DirectX 2 і TCP/IP. Це видання включає в себе: дві нові траси, зміну часу доби для більшості трас (ранок, день і вечір), і різні поліпшення рушія гри.

### 2000-…
У 2005 році було випущено Silent Hunter III. Під командування гравцеві дається німецький підводний човен часів Другої Світової війни. У гру включені 5 тренувальних місій, динамічна кампанія і поодинокі (разові) місії. З головного меню доступна тривимірна енциклопедія судів і авіації того періоду для різних країн. Цілі одиночних і тренувальних місій роз'яснюються перед їх запуском.
Перед кожною місією гравцеві надається можливість вибрати рівень реалізму геймплея: вразливість судів і кораблів противника, своєї підводного човна, браковані торпеди, стабілізацію перископа тощо. У динамічній кампанії гравцеві пропонується роль командира підводного човна протягом низки бойових походів з широкою самостійністю — для кожного походу призначається лише квадрат патрулювання. Гравець може сам вибирати яким шляхом слідувати, на який субмарині, вибирати цілі для атаки, приймати бій чи йти від нього.

## Піджанри

### Симулятор менеджменту та будування
Симулятором менеджменту та будування (англ. Construction and managment simulation) називають тип симуляційних відеоігор в якому гравець займається розбудовою чи розширенням здебільшого вигаданих спільнот, установ, імперій тощо з обмеженою кількістю доступних йому ресурсів, має реагувати на внутрішні проблеми (такі як злочини чи забруднення, як в SimCity), незалежні від дій гравця події (наприклад, стихійні лиха чи монстри, як в SimCity, або рівень необхідності тераформування планет, як в Spaceward Ho!) чи конкурувати з іншими гравцями. В однокористувацьких відеоіграх даного піджанру проходження здебільшого є необмеженим у часі, а кінець може настати тоді, коли гравець сам того захоче, в той час як у багатокористувацьких відеоіграх — проходження, як правило, триває допоки один із гравців не почне домінувати над іншими.
Відеоігри жанру симулятора менеджменту та будування також можна розділити на два підтипи: симулятор бізнесу та симулятор містобудування. В першому випадку гравцеві необхідно займатиметься розвитком якогось конкретного підприємства, або цілої мережі підприємств, в той час як гравцям відеоігор жанру симулятора містобудування необхідно буде розширювати та розбудовувати вже цілу економічну систему, тобто міста чи поселення.
Інколи до стратегічних відеоігор розробники додають особливості даного піджанру для розширення економічних можливостей гри, як от, наприклад, в деяких стратегіях гравець також має керувати розподілом та видобуванням ресурсів, необхідних для втілення його намірів. Відеоігри жанру симулятора менеджменту та будування вирізняються від стратегічних відеоігор тим, що «мета гравця — не перемогти ворога, а сконструювати щось в контексті поточного процесу», а «чим краще гравець розуміється в контролюванні процесом, тим більшого успіху він зможе досягти при будівництві».
Першою успішною відеогрою жанру стала SimCity, відеогра 1989 року випуску, яка «довела, що відеоігри не потребують високошвидкісних дій або насильства для досягнення успіху».
Деколи відеоігри подібного піджанру можуть містити й освітній функціонал, наприклад, відеоігри, які розмістили на музейних виставках, де вони можуть демонструвати ті чи інші економічні властивості певних регіонів тощо.

### Симулятор життя
Симулятором життя (англ. Life simulation game, або artificial life games) називають тип симуляційних відеоігор в якому гравець має можливість відігравати роль створіння чи групи створінь (спільноти), взаємодіючи з іншими особинами, та подібні, інколи схожі на справжнє життя, дії.
Найпершим симулятором життя вважають саме клітинний автомат «Життя», вигаданий Джоном Конвеєм 1970 року, а найпершою комерційною відеогрою — Little Computer People, випущеної 1985 року компанією Activision для платформи Commodore 64, яка згодом надихнула Вільяма Райта на створення серії The Sims, однієї з найвизначніших серій жанру симулятора життя, першу частину якої було випущено 2000 року.
Також, як підтипи до даного жанру, розрізняють: симулятор побачень, мета якого для гравця зосереджується на тому, щоб домогтися успіху в романтичних стосунках, гра в бога (симулятор бога), де гравець може взяти на себе роль бога, аби допомогти своїм шанувальникам у подальшому розвитку, цифрові домашні тварини, де гравець тренує, підтримує життя й спостерігає за симуляцією певної тварини, біологічні симулятори, в яких гравець може керувати істотами протягом кількох поколінь, прагнучи досягти поставлених цілей, та соціальні симулятори, які відтворюють соціальні взаємодії між створіннями.

### Спортивний симулятор
Спортивним симулятор (англ. Sports game) називають тип симуляційних відеоігор, в якому відбувається принаймні часткова імітація процесу заняття спортом: вигаданим чи реальним. На відміну від більшості ігор, світ яких, гравцям швидше за все на початку є маловідомим, світ спортивних симуляторів безпосередньо пов'язаний із реальними спортивними подіями. Хоч, піджанр і є, більшою мірою, повною адаптацією реального спортивного заходу, ігровий процес таких ігор значно спрощується, особливо стосовно можливих помилок, допущених гравцями. Це пов'язано із тим, що гравець використовує для гри електронний пристрій, а не безпосередньо бере участь в спортивних заходах, що може значно впливати на розуміння різноманітних обставин.
Першою грою жанру стала американська відеогра Tennis for Two 1958 року, яка симулювала гру в теніс чи пінг-понг на осцилографі. Згодом, був випущений культовий симулятор настільного тенісу, Pong. Серед інших, визначних відеоігор піджанру, можна вважати серію футбольних симуляторів FIFA, серію хокейних симуляторів NHL, Madden NFL (John Madden Football), Pro Evolution Soccer та інші.